# 鄧恩縣 (北達科他州)
鄧恩县（英語：Dunn County）是位於美國北達科他州西部的一個縣。面積5,393平方公里。根據美國2000年人口普查估計，共有人口3,600人。縣治曼寧 (Manning)。
成立於1883年3月9日，1896年廢除，1901年5月24日復設，縣政府成立於1908年1月17日。縣名紀念州府俾斯麥市長約翰·D·鄧恩。